# نووعیسی‌یوو
نووعیسی‌یوو (انگلیسی: Novoisayevo) یک شهرک در شهرستان نوریمانوفسکی استان باشقیرستان کشور روسیه است.